# Echus Chasma

Echus Chasma

Echus Chasma – kanion znajdujący się na powierzchni Marsa. Jego centrum znajduje się na 2,5° szerokości geograficznej północnej oraz 79,96° długości geograficznej zachodniej (♂ 2,50°N 79,96°W/2,500000 -79,960000). Obszar ten ma 391,1 km średnicy. Echus Chasma ma 100 km długości, 10 km szerokości oraz klify sięgające 4 km.
Na południe od Echus Chasma znajduje się Valles Marineris a od północnej strony wypływa z kanionu kanał wypływowy Kasei Valles w kierunku Chryse Planitia. Echus Chasma w przeszłości była źródłem przepływu wody, który miał wpływ na okolicę rzeźbiąc również Kasei Valley. W późniejszym okresie przez kanion płynęła lawa pozostawiając niezwykle gładką powierzchnię.
Decyzją Międzynarodowej Unii Astronomicznej nadana w 1976 roku nazwa tego obszaru pochodzi od nimfy Echo w mitologii greckiej.